# Hubert Gundolf
Hubert Gundolf (* 17. April 1952 in Kappel am Krappfeld) ist ein ehemaliger österreichischer Eisschnellläufer.
Gundolf, der für den USC Innsbruck startete, wurde im Jahr 1970 österreichischer Juniorenmeister im Kleinen Vierkampf und nahm von 1968 bis 1976 an internationalen Wettbewerben teil. Dabei nahm er an keiner Weltmeisterschaft teil und belegte bei den Olympischen Winterspielen 1976 in Innsbruck den 29. Platz über 5000 m sowie den 20. Rang über 10.000 m. Zudem errang er bei der österreichischen Meisterschaften 1975 den vierten Platz im Großen Vierkampf.

## Persönliche Bestzeiten
| Disziplin | Zeit         | Datum            | Ort                  |
| --------- | ------------ | ---------------- | -------------------- |
| 500 m     | 43,06 s      | 1. März 1975     | Inzell               |
| 1000 m    | 1:29,20 min  | 25. Januar 1975  | Innsbruck            |
| 1500 m    | 2:12,97 min  | 24. Januar 1976  | Madonna di Campiglio |
| 3000 m    | 4:43,90 min  | 21. Februar 1976 | Innsbruck            |
| 5000 m    | 8:03,11 min  | 1. März 1975     | Inzell               |
| 10.000 m  | 16:36,93 min | 1. März 1975     | Inzell               |